# شریف حازم
شریف حازم (انگلیسی: Sherif Hazem؛ زادهٔ ۱ ژانویهٔ ۱۹۸۹) ورزشکار فوتبال اهل مصر است.
از باشگاه‌هایی که در آن بازی کرده‌است می‌توان به باشگاه فوتبال سموحه، و باشگاه فوتبال انپی، باشگاه فوتبال پتروجت، باشگاه ورزشی الاهلی مصر، باشگاه فوتبال سموحه، و تیم ملی فوتبال مصر اشاره کرد.
وی همچنین در تیم ملی فوتبال مصر بازی کرده‌است.